# Kalinowo (gromada w powiecie ełckim)
Kalinowo – dawna gromada, czyli najmniejsza jednostka podziału terytorialnego Polskiej Rzeczypospolitej Ludowej w latach 1954–1972.
Gromady, z gromadzkimi radami narodowymi (GRN) jako organami władzy najniższego stopnia na wsi, funkcjonowały od reformy reorganizującej administrację wiejską przeprowadzonej jesienią 1954 do momentu ich zniesienia z dniem 1 stycznia 1973, tym samym wypierając organizację gminną w latach 1954–1972.
Gromadę Kalinowo z siedzibą GRN w Kalinowie utworzono – jako jedną z 8759 gromad – w powiecie ełckim w woj. białostockim, na mocy uchwały nr 13/V WRN w Białymstoku z dnia 4 października 1954. W skład jednostki weszły obszary dotychczasowych gromad Długie, Dorsze, Iwaśki, Kalinowo, Koleśniki, Krzyżewo, Marcinowo, Maże i Piętki ze zniesionej gminy Kalinowo w tymże powiecie. Dla gromady ustalono 16 członków gromadzkiej rady narodowej.
1 stycznia 1972 do gromady Kalinowo przyłączono obszar zniesionej gromady Milewo oraz wsie Skomętno i Zaborowo oraz część lasów państwowych Nadleśnictwa Pisanica obręb Zaborowo o powierzchni 893,33 ha, obejmującą oddziały Nr Nr 26-42. 44-60 i 43/2 ze zniesionej gromady Wysokie.
Gromada przetrwała do końca 1972 roku, czyli do kolejnej reformy gminnej. Z dniem 1 stycznia 1973 roku reaktywowano gminę Kalinowo.